# Шавия-Вардига
Шавия-Вардига (араб. لشاوية ورديغة‎) — до 2015 года одна из шестнадцати областей Марокко в центральной части страны. Разделена между новыми областями Касабланка — Сеттат и Бени-Меллаль — Хенифра.
Площадь — 7010 км². Население — 1 655 660 человек (перепись 2004 года). Административный центр — город Сеттат.
Область состояла из следующих провинций:
- Провинция Бен-Слимане
- Провинция Хурибга
- Провинция Сеттат
- Провинция Беррешид